# FeGiS
FeGiS (acronyme de : Früherkennung von Gefahrenstellen im Straßenverkehr) est un projet de recherche pour l'identification précoce des points dangereux dans la circulation routière et pour la prévention des accidents de la route en Allemagne. Le projet FeGiS a été lancé en décembre 2017. Après une étude de faisabilité concluante, le projet est entré avec succès dans sa seconde phase de financement par le "mFund" du ministère fédéral des Transports et de l'Infrastructure numérique. 

## Approche projet
L'idée du FeGiS est de comparer les zones dangereuses de la circulation routière signalées par les usagers de la route de toute l'Allemagne par production participative (crowdsourcing) sur le site gefahrenstellen.de avec d'autres sources de données telles que les données officielles sur les accidents et les données cinématiques (données de circulation provenant des voitures et des smartphones). Le recoupement et l'analyse de ces données ont pour but d'identifier les zones de danger à un stade précoce et de les pondérer à l'aide d'un "niveau de risque". 
D'une part, ces informations doivent être intégrées dans des applications intelligentes pour les usagers de la route, qui avertissent à temps des zones dangereuses et indiquent des itinéraires sûrs pour les routes, les pistes cyclables et les voies piétonnes. D'autre part, ces données actualisées en permanence doivent être compilées sur une plateforme et mises à la disposition des acteurs de la sécurité routière tels que les communes, la police, les chercheurs scientifiques, les bureaux d'ingénierie pour la planification du trafic, les fabricants de système de navigation et les constructeurs automobiles. Afin d'actualiser régulièrement les données, il convient de définir des formats de données uniformes et des interfaces automatisées pour les différentes sources de données, ainsi que des lignes directrices pour la protection des données. FeGiS veut ainsi créer une nouvelle base de données pour des informations actualisées sur les zones dangereuses et apporter ainsi une contribution importante pour une plus grande sécurité routière en Allemagne.

## Contexte
Bien qu'il ait été possible de parvenir à une réduction continue du nombre de tués sur la route jusqu’en 2010, le nombre total d'accidents et de blessés a de nouveau augmenté depuis lors. Les causes en sont, par exemple, l'augmentation du volume de trafic, le stress dans la vie quotidienne ou le manque de concentration. Ainsi, les situations dangereuses ne sont souvent pas correctement évaluées ou reconnues trop tard. 
La détection précoce des points dangereux permet d'éviter les accidents en avertissant à temps les usagers de la route ou en éliminant les zones dangereuses. 

## Réussites à ce jour
La plateforme de crowdsourcing gefahrenstellen.de a été développée par "Initiative pour des routes plus sûres" en collaboration avec l'Institut pour la sécurité routière à la RWTH d'Aix-la-Chapelle (ISAC). Elle a ensuite été testée avec succès durant la première phase de financement par le "mFund" entre 2017 et 2018. L'accent a été mis sur les villes de Bonn et d'Aix-la-Chapelle. Grâce aux nombreux reportages dans les quotidiens,,, les portails en ligne,, à la radio et à la télévision, un total de 1 500 notifications sur les dangers routiers avec environ 3 500 supporters ont été générés pour les deux villes sur une période d'environ 6 mois. Une analyse de recherche subséquente effectuée par l'université RWTH d'Aix-la-Chapelle a confirmé la grande validité des alarmes de danger. Outre l'identification des points noirs routiers déjà connus, les usagers de la route ont également signalé des zones dangereuses qui n'étaient pas encore devenues visibles en raison d'accidents, mais qui présentaient un potentiel de risque élevé lors des inspections des sites. Cette forme de crowdsourcing a donc été confirmée comme méthode de détection précoce des routes dangereuses, de sorte qu'il a été décidé de poursuivre le projet avec une approche projet étendue. 

## Le consortium du projet
Depuis l’étude de faisabilité FeGiS, l’Initiative pour des routes plus sûres coordonne le projet avec l'Institut pour la sécurité routière à la RWTH d'Aix-la-Chapelle (ISAC). Pour la poursuite du développement dans le cadre du FeGiS+, des partenaires reconnus se sont associés au projet : Université allemande de police – Département des sciences de la circulation et de la psychologie de la circulation, PTV Planning Transport Verkehr AG, DTV Verkehrsconsult GmbH.

## Développements vers FeGiS+
Pour la continuation du projet, les acteurs conservent la même approche : il s'agit en particulier de croiser les données obtenues et de les préparer sous forme de "Smart Data" pour les différents groupes d'utilisateurs du FeGiS+. La richesse de l'expérience et du savoir-faire des partenaires du consortium jouera un rôle important dans les développements futurs. Par ailleurs, FeGis+ projette de développer une base de données contenant des informations sur les points dangereux, dont le concept pourrait être réutilisé dans d’autres pays. C’est dans cette perspective que le plan de développement de FeGiS+ inclut un test d’applicabilité du concept FeGiS+ dans les pays européens voisins. Aussi la Commission Européenne poursuit la « vision zéro » (zéro décès sur la route) et a souligné l’importance de l’identification précoce des zones dangereuses dans son plan-cadre 2020-2030 pour la sécurité routière (EU Road Safety Policy Framework 2021-2030).

## Liens Internet
- Site web gefahrenstellen.de
- Présentation du projet „FeGiS+“ sur le site web du ministère fédéral des Transports et des Infrastructures numériques
- FeGiS sur le site web de l'Institut pour la sécurité routière à la RWTH d'Aix-la-Chapelle
- Site web de l'Université allemande de police
- Site web PTV Group